# ISO 22000

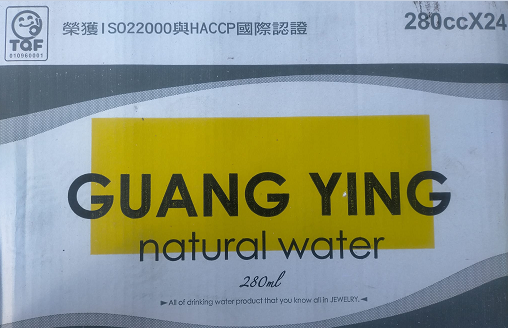
榮獲ISO 22000和危害分析重要管制點認證的光盈健康水。

ISO 22000是一套國際通用的食品安全管理系統標準，由國際標準化組織於2005年頒布。ISO 22000是以ISO 9000系列品保認證標準為基礎，以幫助提高食品安全的整體績效。其中，食品安全是指所有可能使食品損害消費者健康的危害，無論是慢性的或者急性危害。